# كلاوس
كلاوس (بالإنجليزية: Klaus)‏ هو فيلم رسوم متحركة إسباني، كتبه وأخرجه سيرجيو بابلوس في أول ظهور له في الإخراج. صدر في دور العرض في نوفمبر 2019 وهو متاح في جميع أنحاء العالم على منصة نتفليكس منذ 15 نوفمبر من نفس العام.
تتمحور القصة حول أسطورة سانتا كلوز من خلال تجارب يشب ، وهو ساعي بريد موجه ضد إرادته إلى جزيرة في الدائرة القطبية.

## ملخص القصة
يتناول العمل قصة جاسبر والذي يشعر طيلة الوقت أنه افشل طالب في الأكاديمية، وحينما ينتقل إلى جزيرة مجمدة، يصادف صانع ألعاب غامض، وتنشأ صداقة بينهما تغير كل شيء.

## وصلات خارجية
- كلاوس على موقع IMDb (الإنجليزية)
- كلاوس على موقع ميتاكريتيك (الإنجليزية)
- كلاوس على موقع روتن توميتوز (الإنجليزية)
- كلاوس على موقع نتفليكس (الإنجليزية)
- كلاوس على موقع ألو سيني (الفرنسية)
- كلاوس على موقع أول موفي (الإنجليزية)
- كلاوس على موقع فيلمافينيتي (الإسبانية)
- كلاوس على موقع قاعدة بيانات الفيلم (الإنجليزية)
- كلاوس على موقع ليتربوكسد (الإنجليزية)
- كلاوس على موقع كينوبويسك (الروسية)